# Голосеевский район
Голосе́евский райо́н (укр. Голосі́ївський район) — административный район города Киева, расположенный в юго-западной части Киева на правом берегу Днепра. Граничит с Шевченковским, Соломенским, Печерским и Дарницким (по акватории Днепра) районами города, Киево-Святошинским, Обуховским и Бориспольским районами Киевской области. 
Создан при новом административном разделении столицы Украины, которое было проведено в сентябре 2001 года в соответствии с решением Киевского городского совета от 31.01.2001 г., на базе Московского района, который, соответственно, в 2001 году праздновал 80-летие.
Территория района начинается почти от Крещатика и тянется к южным и западным границам Киева. Таким образом, район является южными и юго-западными воротами Киева. Состоит из следующих исторических местностей: Паньковщина, Предславино, Ямки, Сапёрная Слободка, Байково, Забайковье, Демиевка, Ширма, Цимбалов Яр, Добрый Путь, Голосеево, Теремки, Феофания, Лысая Гора, Багринова Гора, Мышеловка, Самбурки, Китаево, Пирогово, Церковщина, Нижняя Теличка, Корчеватое, Вита, Остров Водников.

## Население

### Языковой состав
Родной язык населения по данным переписи 2001 года:
| Язык       | Численность, чел. | Доля     |
| ---------- | ----------------- | -------- |
| Украинский | 151 475           | 75,93 %  |
| Русский    | 44 232            | 22,17 %  |
| Другое     | 3 787             | 1,90 %   |
| Итого      | 199 494           | 100,00 % |

## Промышленность и торговля
В районе сконцентрирован сильный экономический потенциал, который состоит из промышленности разной направленности, строительного комплекса, системы направлений коммунального хозяйства, транспортных средств и т. д.
На территории района успешно функционирует 57 промышленных предприятий, которые принадлежат к основным направлениям народного хозяйства: тяжелая промышленность (это предприятия промышленности строительных материалов, машиностроения и металлообработки, химической промышленности), легкой промышленности, пищевой промышленности и другие. Среди них такие предприятия как ОАО «Завод железобетонных конструкций им.  С. Ковальской» (укр.  ВАТ «Завод залізобетонних конструкцій ім. С. Кова́льської»), ОАО «Аверс», ОАО «Желань», ОАО «Киевский ювелирный завод» (укр.  ВАТ «Київський ювелірний завод»), ЗАО «Киевская кондитерская фабрика им. К.Маркса» (укр.  ЗАТ «Київська кондитерська фабрика ім. К. Маркса»), ОАО «Киевский маргариновый завод», АО «Империал Тобакко Продакшн Украина» (укр.  АТ «Імперіал Тобакко Продакшн Україна»). Промышленные предприятия производят почти 12 % общегородского выпуска промышленной продукции, которая экспортируется в более 10 стран мира.
Торговая сеть района — это 345 предприятий торговли и 169 предприятий общественного питания. На территории района функционируют 7 рынков. Одним из наибольших в Киеве является автомобильный рынок «Центральный», он же «Чапаевка», который занимает площадь 22,5 га. К сфере бытового обслуживания принадлежат 238 предприятий района. В Голосеевском районе зарегистрировано 34 тыс. субъектов предпринимательской деятельности, в том числе 21 тыс. юридических и 13 тыс. физических лиц. В сферу бытового обслуживания входит 238 предприятий района.

## Наука и образование
На территории района размещено 64 академических и ведомственных научно-исследовательских учреждений. Много научных достижений связаны с Институтом электросварки им. Е. О. Патона, Институтом ядерных исследований, Институтом теоретической физики им. Н. Н. Боголюбова, Институтом кибернетики им. В. М. Глушкова, Институтом физики, Институтом физической химии, Институтом молекулярной биологии и генетики, Институтом клеточной биологии и генной инженерии, Институтом онкологии, Центром экономических и медикобиологических исследований, Главной астрономической обсерваторией, Институтом экспериментальной патологии, онкологии и радиобиологии им. Р. Е. Кавецкого  и т. д.
На территории района — 11 высших учебных заведений разных уровней и форм собственности, среди которых — известный на Украине и за её пределами Национальный аграрный университет, Национальный университет пищевых технологий, факультеты Киевского национального университета им. Т. Г. Шевченко, Межрегиональная академия управления персоналом, Академия труда и социальных отношений федерации профсоюзов Украины, Киевское государственное высшее музыкальное училище им. Р. М. Глиера, Киевский государственный колледж эстрадно-циркового искусства. Тут работают 3 заведения проф.-тех. образования.
Особенностью социальной структуры района является то, что большое количество студентов постоянно проживает на территории района в двух больших студгородках Национального университета им. Т. Г. Шевченко, Национального аграрного университета, общежитиях Киевского государственного лингвистического института, Национального университета пищевых технологий, Национального университета физического воспитания и спорта.
В районе 36 общеобразовательных учреждений, среди которых 20 средних общеобразовательных школы, 1 лицей и 1 гимназия, 9 специализированных школ с углубленным изучением иностранных языков, учебно-воспитательное учреждение «Школа экстернов», частный лицей «Гранд», 3 специальные школы-интерната для детей с проблемами физического и умственного развития.
Дошкольных учреждений образования в районе — 49, из них 47 бюджетных, 2 ведомственные. В районе также есть Дом детского и юношеского творчества, в котором работают десятки кружков, секций и художественных детских коллективов.

## Культура и спорт

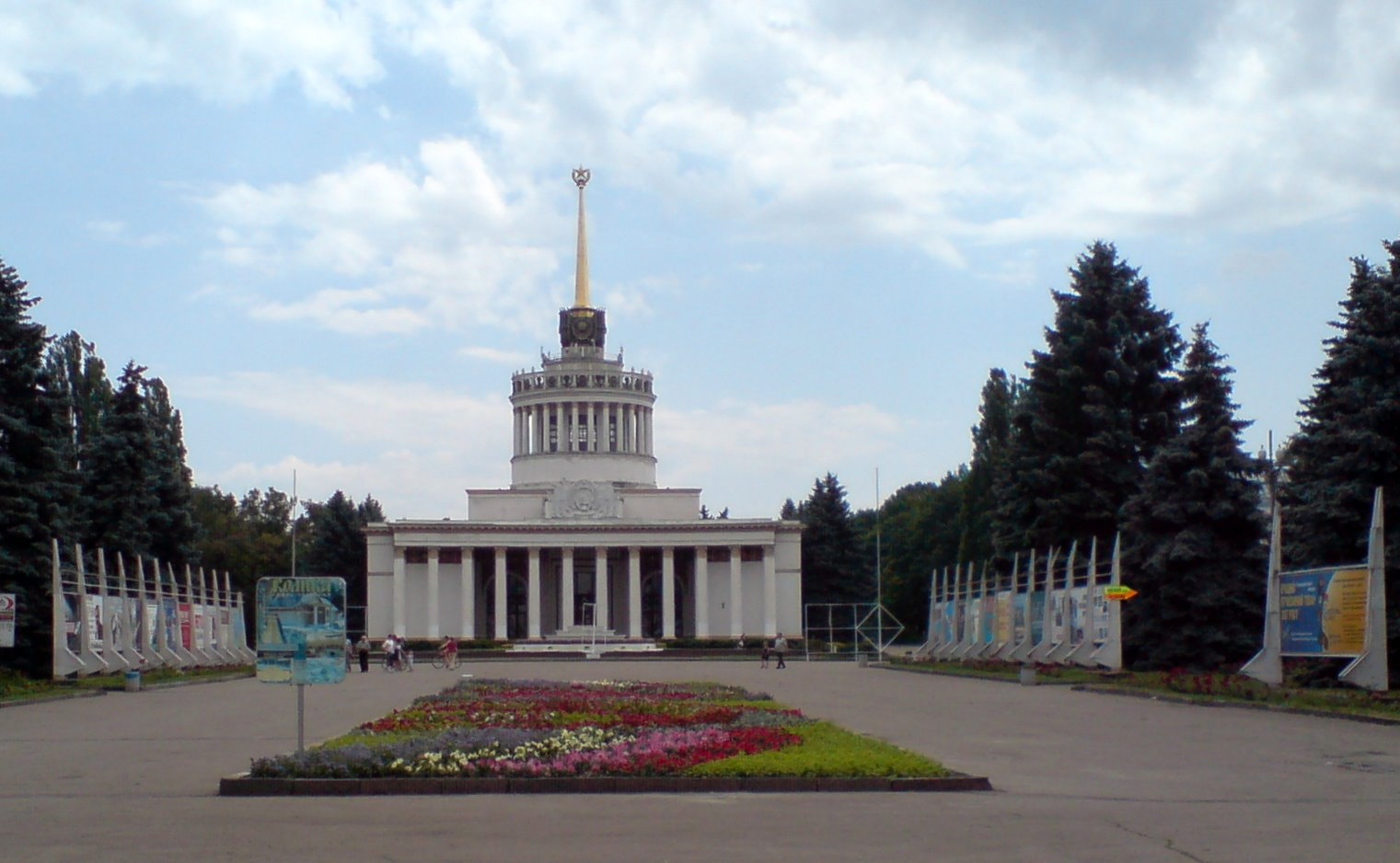
Национальный экспоцентр Украины

Сеть учреждений культуры насчитывает 3 музыкальные и одну художественную школы, 1 театральную школу-студию. Сеть внешкольного воспитания составляют 18 детско-юношеских клубов по месту проживания населения, 10 из которых — спортивные.
Рядом с такими библиотеками-великанами, как Национальная библиотека Украины имени В. И. Вернадского, Государственная научно-техническая библиотека, Государственная библиотека для юношества, и другие массовые библиотеки.
Широко представлены в районе такие учреждения культуры общегосударственного и городского значения: Голосеевский парк имени Максима Рыльского, Национальный выставочный экспоцентр Украины, Музей народной архитектуры и быта Украины, музеи известных деятелей украинской культуры: Леси Украинки, Николая Лысенко, Панаса Саксаганского, Михаила Старицкого, Марии Заньковецкой.
Спортивные заведения, размещенные на территории Голосеевского района, — это Киевский ипподром, Центральная учебно-тренировочная база по фигурному катанию «Ледовый стадион», тренировочная база ФК «Динамо» Киев.

## История

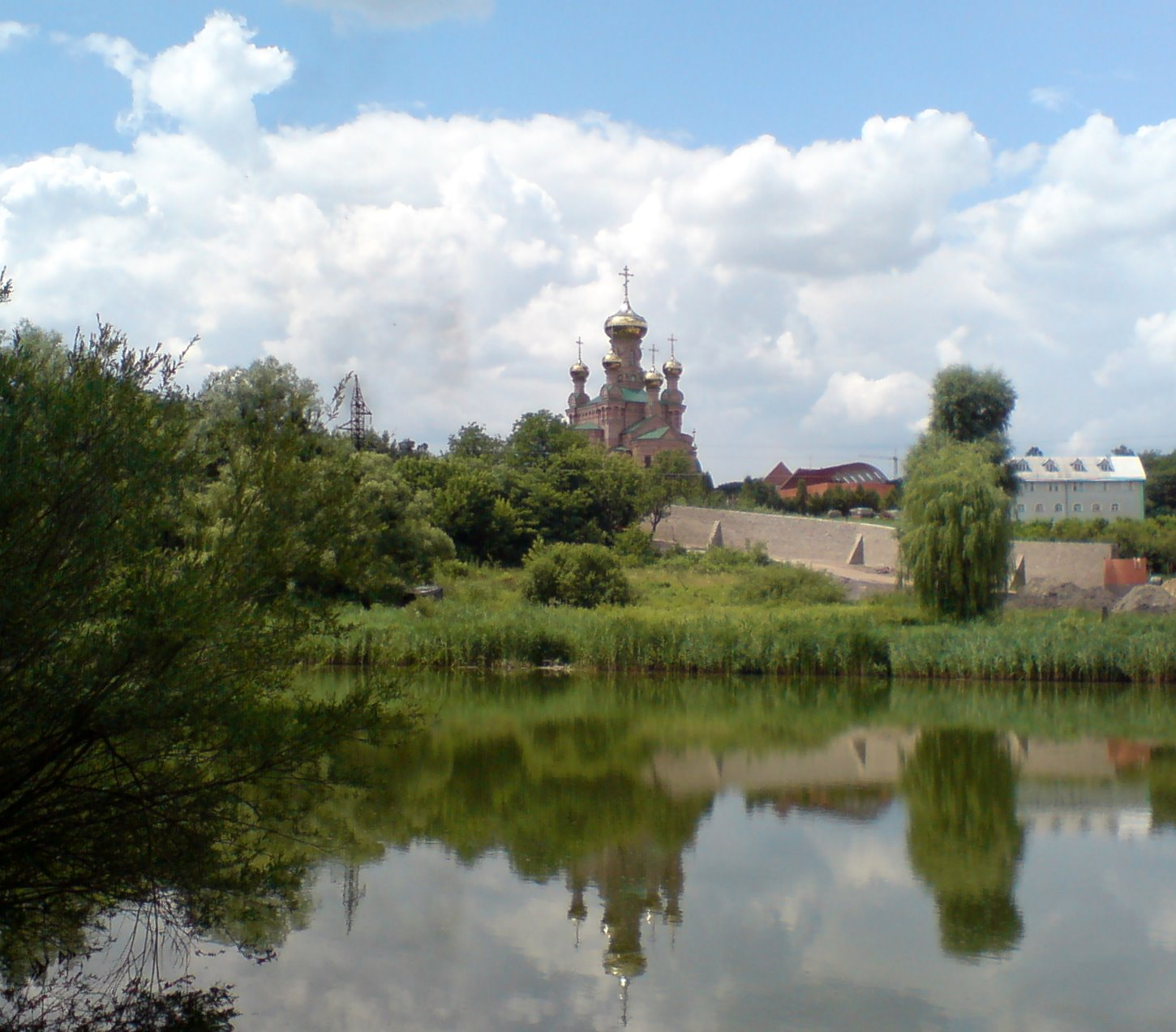
Вид на Голосеевскую пустынь (Покровский монастырь)

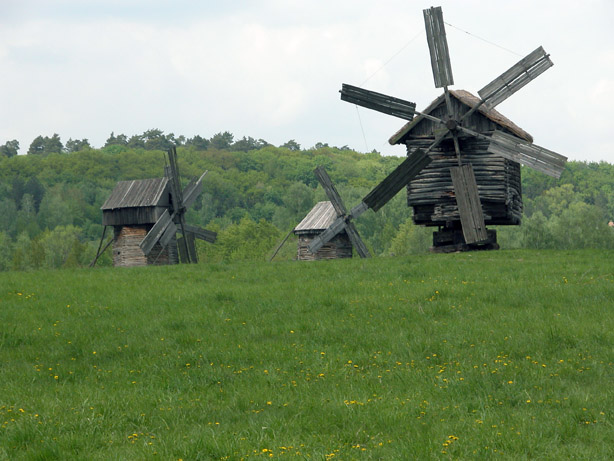
Музей народной архитектуры и быта Украины

Голосеево — местность в Голосеевском районе г. Киева. Размещен между Добрым Путём, Демиевкой, Теремками, Феофанией и Мышеловкой, охватывая Голосеевский лес и часть застроек вдоль Голосеевского проспекта и ул. Васильковской.
Упоминается в 1541 году, как владения Киево-Печерской лавры, в 1617 году как хутор Голосеевский. В 1-й половине XVII в., киевский митрополит Пётр Могила основал тут монастырь (Голосеевскую пустынь), в XVIII в. был заложен лесопарк («засеянный на голом месте» — отсюда, очевидно, и происходит название). Голосеево стало дачной местностью церковной знати.
Застройка территории Голосеевского района началась в 30-х гг. XIX в. Маленькие домики, размещённые вдоль Васильковского пути (в данный момент ул. Большая Васильковская), и около речки Лыбедь, составили часть города, которую называли «Новое строение». На территории, которая прилегает к кондитерской фабрике им. К.Маркса, в то время было размещено село Демиевка, которое только в начале XX столетия слилось с городом.
Во второй половине XIX ст и особенно в последнюю десятилетку началось интенсивное заселение этого района. Этому способствовало расширение связей с югом через Большой Васильковский путь, который проходил через Демиевку, а также близкое размещение железной дороги Киев—Курск—Москва и строительство заводов и фабрик.
Во время гражданской войны и иностранной интервенции, основное количество зеленых насаждений, а особенно дуба, вырублена и вывезена австро-венгерскими и белопольскими захватчиками.
В 1930-х годах в Голосееве были размещены сельскохозяйственный и лесотехнический институты и сельскохозяйственная академия.
Через Голосеево проходила одна из линий героической Киевской обороны 1941 года.
К созданному в 1921 году, во время первого введения административных районов, на базе Демиевки — Демиевского района вскоре были присоединены селения Голосеево, Академическое, Мышеловка, Китаево, Феофания и другие. За последние десятилетия на южной окраине выросли современные массивы Теремки-1 и Теремки-2. Главная магистраль района в его центральной части — ул. Большая Васильковская.

## Транспорт
В Голосеевском районе расположены станции метрополитена Оболонско-Теремковской линии: «Площадь Украинских Героев», «Олимпийская», «Лыбедская», «Демиевская», «Голосеевская» и «Васильковская», «Выставочный центр», «Ипподром»,«Теремки». Также в районе располагается станция «Выдубичи» Сырецко-Печерской линии. В Голосеевском районе находятся Центральный автовокзал, автостанции «Южная» и «Выдубичи», железнодорожные станции Киев-Демеевский, Выдубичи, Петр Кривонос, платформа Проспект Науки. Над центральной частью района проходит глиссада аэропорта Киев (Жуляны).

## Природа

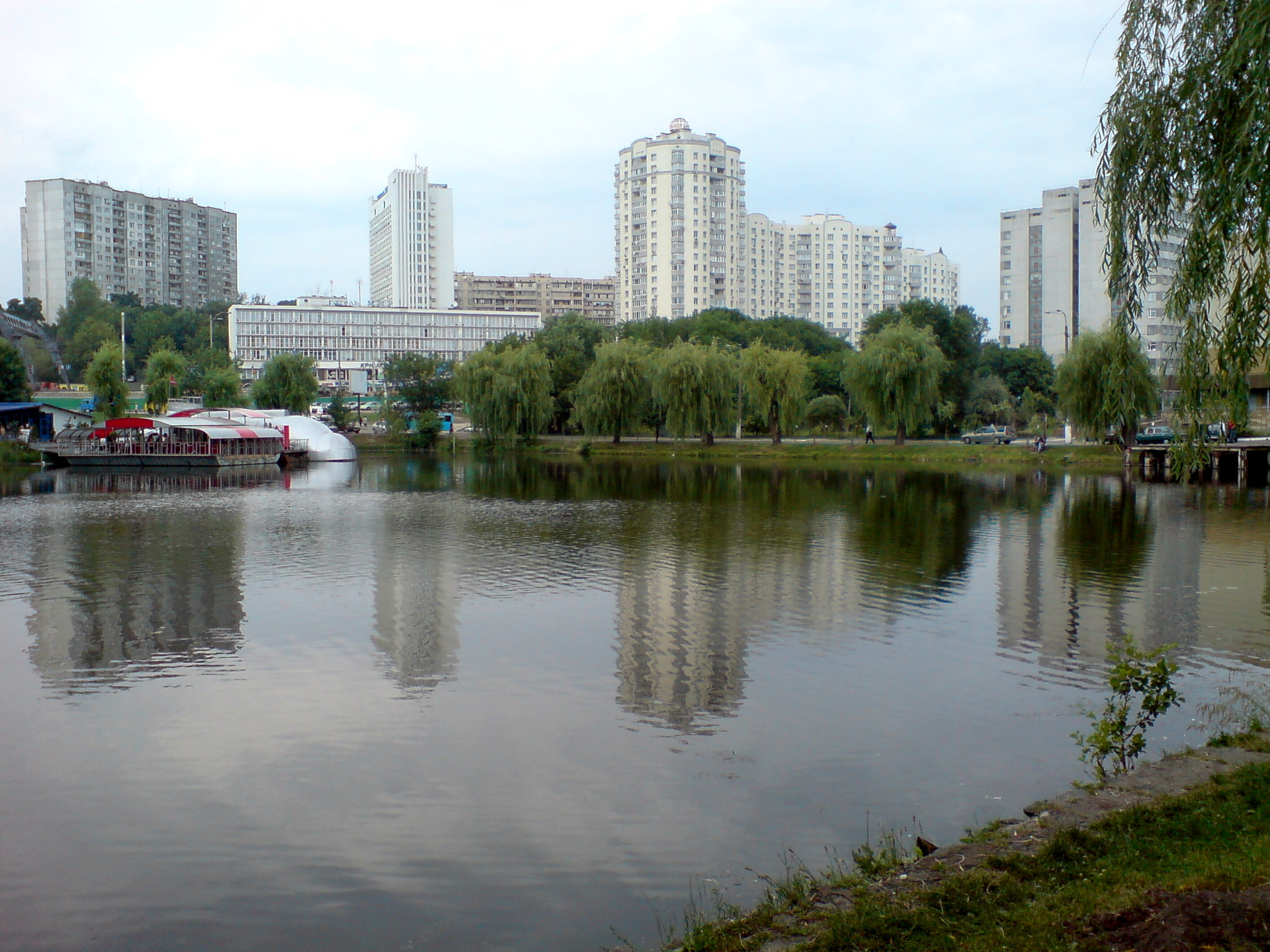
Ореховатский пруд в Голосеевском парке им. Рыльского

Значительную часть Голосеевского района составляет Голосеевский национальный природный парк (Голосеевский лес). Это один из крупнейших внутригородских лесных массивов в Европе. Наиболее часто встречаемые деревья — дуб, береза, граб, сосна. Несмотря на то, что в годы Великой Отечественной войны лес был практически уничтожен, встречаются отдельные экземпляры дубов возрастом 200—300 лет. Особую привлекательность лесу придает цепь из природных озёр (озеро Дидоровка и озеро Голубое) и искусственных прудов (озера Спортивное, Гнилое и Митькино). В Парковой части Голосеевского леса (т. н. Голосеевский парк им. М. Рыльского) расположилась цепь Ореховатских прудов. В Голосеевском лесу находятся Свято-Покровская Голосеевская Пустынь Киево-Печерской Лавры, Центральная астрономическая обсерватория АН Украины, Национальный Выставочный центр Украины (бывшая ВДНХ), музей народной архитектуры и быта Украины, Национальный аграрный университет (бывшая Академия сельского хозяйства).
В южной части Голосеевского района находится лесной массив Конча-Заспа с большим количеством озёр и заливов. Также к Голосеевскому району относятся местности Жуков остров и Остров Водников.
На территории района находится Лысая гора, которая расположена на юго-запад от Выдубичей на правом берегу р. Лыбедь, между Верхней Теличкой, Сапёрной слободкой и Багриновой горой.